# Гастелло (Уфа)
Гастелло (в 1930-1940-х Восточный посёлок)— микрорайон в Калининском районе на северо-востоке города Уфы. Граничит с промзоной УМПО на западе, Инорсом на юге, Черниковкой на севере; на востоке расположены коллективные сады, лес; на северо-западе мкрн. Максимовка.

## История
Изначально до конца 1940-х гг. назывался Восточным посёлком.
В 1950-е годы из-за близости Стадиона имени Н. Ф. Гастелло за микрорайоном закрепилось нынешнее название. В 1960-е годы за стадионом Гастелло разбили Парк. В 1985 году в микрорайоне установлен памятник Гастелло.

## Транспорт
Район имеет хорошую транспортную доступность только относительно Черниковки (через Путепровод Гастелло), прилегающей пром.зоне химзаводов, налиичию доступа к пригородному электротранспорту (станции Спортивная). При этом, наличие доступа к электричке фактор спорный так как пригородный транспорт Уфе не развит, тактового движения нет. Относительно центральных частей города транспортная доступность также плохая, так как в Уфе нет магистральных маршрутов общественного транспорта связывающих отдаленные районы города напямую с центром, в связи с чем путь в центр занимает 1,5-2 часа (общественный транспорт следует с заездом в мкрн. Сипайлово, Черниковку, Инорс и т.д.).